# Call It What You Want
"Call It What You Want" é uma canção da banda americana de indie pop Foster the People do seu primeiro álbum de estúdio Torches lançado em 2 de dezembro de 2011 como terceiro single do álbum. A canção foi escrita por Mark Foster e produzida por Paul Epworth. A música também foi destaque na trilha sonora do jogo FIFA 12.

## Faixas
| Versão do álbum |                         |         |  |
| N.º             | Título                  | Duração |  |
| 1.              | "Call It What You Want" | 4:01    |  |

| Download digital do Reino Unido |                                                                       |         |  |
| N.º                             | Título                                                                | Duração |  |
| 1.                              | "Call It What You Want" (Ocelot Remix)                                | 6:03    |  |
| 2.                              | "Call It What You Want" (Andy Caldwell Remix)                         | 6:00    |  |
| 3.                              | "Call It What You Want" (Planet of Sound Remix)                       | 6:26    |  |
| 4.                              | "Call It What You Want" (Subsource Remix)                             | 5:09    |  |
| 5.                              | "Call It What You Want" (Karmatronic Remix Club Edit)                 | 6:07    |  |
| 6.                              | "Call It What You Want" (Treasure Fingers Pre-Party Remix Radio Edit) | 3:42    |  |

## Posições
| País — Tabela musical (2011–12)               | Posição de pico |
| --------------------------------------------- | --------------- |
| Austrália — ARIA                              | 58              |
| Bélgica (Ultratip Bubbling Under de Flandres) | 16              |
| Bélgica (Ultratip Bubbling Under da Valônia)  | 14              |
| Polónia — Airplay Chart                       | 4               |
| Reino Unido — The Official Charts Company     | 139             |

## Histórico de lançamento
| País        | Data                  | Formato          | Gravadora        |
| ----------- | --------------------- | ---------------- | ---------------- |
| Reino Unido | 2 de dezembro de 2011 | Download digital | Columbia Records |